# Kyle Gregory
J. Kyle Gregory (* 1962 in Indianapolis) ist ein amerikanischer Jazzmusiker des Modern Creative (Trompete, Komposition).

## Leben und Wirken
Gregory, der in Bloomington aufwuchs, studierte zunächst klassische Trompete und Jazztrompete an der Berklee School of Music, dann an der Indiana University und der University of Northern Colorado. 1990 erhielt er von der amerikanischen Regierung ein Fulbright-Stipendium für seine Untersuchung über musikalische Ausbildung zur Improvisation in Ungarn; 1995 promovierte er. Er leitet sein eigenes Quintett/Sextett und trat mit J. J. Johnson, Paul Motian, Dianne Reeves, Bob Mintzer, der Mingus Dynasty, The Spinners, The Temptations und Liza Minnelli auf. Von 2002 bis 2015 gehörte er zum Lydian Sound Orchestra von Riccardo Brazzale, mit dem er international tourte und zahlreiche Alben vorlegte; ferner war er Mitglied der Meshuge Klezmer Band, der Gruppen von Robert Bonisolo und Luca Boscagin, Sing Without Words und der Unscientific Italians.
Von 1992 bis 1997 war er Professor an der Bradley University in Peoria, Illinois. Dann lehrte er am Konservatorium von Trient. Seit 2016 leitet er den Jazzstudiengang und die Blechbläserausbildung an der Akademie für zeitgenössische Musik in Beijing.

## Diskographische Hinweise
- Roberto Dani, Michel Godard, Kyle Gregory Interferences (Velut Luna 2001)
- Sing Without Words Notturno (Splasc(h) 2006, mit Paolo Birro, Roberto Dani und Salvatore Maiore)
- Peo Alfonsi / Gabriele Mirabassi / Kyle Gregory / Salvatore Maiore / Antonio Mambelli Itaca (Egea 2009)
- Paolo Birro / J Kyle Gregory Sometimes I Wonder: The Music of Hoagy Carmichael (Caligola 2013)